# Brandon Taylor (giocatore di football americano)
Brandon Alex Taylor (Bogalusa, 29 gennaio 1990) è un ex giocatore di football americano statunitense che ha militato nel ruolo di safety per i San Diego Chargers della National Football League. Fu scelto nel corso del terzo giro (73º assoluto) del Draft NFL 2012 dai Chargers. Al college ha giocato a football a LSU.

## Carriera

### San Diego Chargers
Tayler fu scelto nel corso del terzo giro del Draft 2012 dai Chargers. Nella sua stagione da rookie disputò 4 partite, una delle quali come titolare, mettendo a segno 6 tackle e 0,5 sack

## Statistiche
| Partite totali      | 4   |
| Partite da titolare | 1   |
| Tackle totali       | 6   |
| Sack                | 0,5 |
| Intercetti          | 0   |